# Kassensturz (Film)
Kassensturz ist ein deutscher Spielfilm aus dem Jahre 1982 von Rolf Silber mit Christoph M. Ohrt, Britta Pohland und Tilo Prückner in den Hauptrollen.

## Handlung
Schon seine weit über die Stirn hinausragende Haartolle lässt erkennen, dass der junge Erich Bauermann ein Vertreter der geschniegelten und angepassten Popper-Generation ist. Ordnung, bei der alles seinen Platz hat, und eine adrette Erscheinung ist für ihn mehr als nur das halbe Leben. Ein Cashmere-Schal ist da ebenso ein Muss wie ein Feuerzeug der Marke Cartier, ganz zu schweigen von dem richtigen Berufswunsch. Während die Punker solche wie ihn inbrünstig hassen und die alternative Szene lieber auf Demos gegen Atomkraftwerke geht, ist Erichs großer Traum, bei einer grundsoliden Bank Karriere zu machen. Da seine Kundenklientel über reichlich Geld verfügt, versteht es sich von selbst, dass Erich bei seiner Partnerinwahl ebenfalls in diesen Gründen finanzieller Prosperität zu fischen gedenkt.
Vater Bauermann ist der genaue Gegenentwurf zu Erichs Wohlsortiertheit. Gesellschaftspolitisch eher ein Kind der ‘68er, hat er sich ganz der Liebe zum Rock ’n’ Roll und Elvis Presley verschrieben. Einst hat der leicht ergraute Bauermann senior sogar einmal an einem Elvis-Wettbewerb teilgenommen, und die damals getragene Lederjacke wird wie ein Kultgegenstand behandelt. Die Gelacktheit des eigenen Sohnes und dessen Karrieresucht macht den Alten fassungslos. Eines Tages lernt Popper Erich auf einer Hochzeit die flippige und unkonventionelle Franzi kennen, ihres Zeichens Nachwuchsschauspielerin, die alles besitzt, was er nicht hat: Einen kessen Auftritt und ein ziemlich loses Mundwerk. Das provokante Mädchen ist eine einzige Herausforderung für Erich, der sich aber deswegen umso mehr von ihr magisch angezogen fühlt. Bald betritt er ihre Welt der Wohngemeinschaften und des gezielten Chaos, die bald auf ihn abfärbt.
Eines Tages wird, während Erich an der Kasse seiner Bank sitzt, selbige überfallen. Die hauseigenen Regularien sehen vor, kein Risiko einzugehen und in einem solchen Fall den Forderungen der Verbrecher nachzukommen. Während er das Geld rüberschiebt, übersieht Erich einen Packen Banknoten in Höhe von 10.000 DM. Doch nach dem Raub geht er damit nicht etwa zu seinem Filialleiter, wie es der Popper Erich noch selbstverständlich getan hätte, sondern er steckt das Geld klammheimlich in die eigene Tasche. Wieder daheim, nimmt er erst einmal ein paar Tage Urlaub. Allmählich wird Erich klar, dass er sich soeben von seinem alten Leben verabschiedet hat und dass dieser „Kassensturz“ für ihn, der die „geordneten Bahnen“ verlassen hat, bedeutet, dass es nun kein Zurück mehr gibt.

## Produktionsnotizen
Kassensturz entstand 1982 als Film-Fernseh-Coproduktion von Ludwig Waldleitner mit dem Hessischen Rundfunk und wurde am 18. Juni 1983 auf dem Münchner Filmfest uraufgeführt.
Hauptdarstellerin Britta Pohland (* 1958) ist die Tochter des Regisseurs und Produzenten Hansjürgen Pohland.

## Kritiken
„Der gagreiche, scharf beobachtende Debütfilm von Rolf Silber nimmt die Alternativszene ebenso aufs Korn wie Bürgerspieß und Popperschick. Eine Komödie, in der Zeitströmungen der achtziger Jahre  Kinorealität sind.“

Im Lexikon des internationalen Films heißt es: „In kleinen Szenen ansprechende Komödie um einen Aussteiger, im ganzen jedoch langatmig und oberflächlich.“